# Ângelo Meneses
Ângelo Rafael Teixeira Alpoim Meneses (ur. 3 lipca 1993 w Vila Nova de Famalicão) – portugalski piłkarz grający na pozycji środkowego obrońcy w klubie Dewa United FC.

## Kariera juniorska
Meneses grał jako junior w FC Famalicão (2001–2004), FC Porto (2004–2008) i w Leixões SC (2008–2012).

## Kariera seniorska

### FC Famalicão

#### 2012–2013
Meneses trafił do FC Famalicão 1 lipca 2012. Zadebiutował on dla tego klubu 23 września 2012 w meczu z GD Joane (wyg. 0:1). Pierwszą bramkę zawodnik ten zdobył 11 listopada 2012 w wygranym 3:1 spotkaniu przeciwko AD Os Limianos. Łącznie w latach 2012–2013 dla FC Famalicão Portugalczyk rozegrał 20 meczów, strzelając jednego gola.

#### 2016–2019
Meneses ponownie przeszedł do FC Famalicão 1 lipca 2016. W tym czasie wystąpił w barwach tego zespołu 41 razy, zdobywając 4 bramki.

### Rio Ave FC

#### 2013–2014
Meneses przeniósł się do Rio Ave FC 1 lipca 2013. Nie rozegrał wtedy jednak żadnego meczu w barwach tego klubu.

#### 2021–
Meneses ponownie trafił do Rio Ave FC 2 lipca 2021. Zadebiutował on dla tego zespołu 22 sierpnia 2021 w starciu z Varzim SC (wyg. 0:3).

### UD Oliveirense
Meneses przeszedł do UD Oliveirense 31 stycznia 2014. Debiut dla tego klubu zaliczył on 16 lutego 2014 w meczu ze Sportingiem Covilhã (wyg. 2:1). Pierwszą bramkę zawodnik ten zdobył 30 listopada 2014 w wygranym 2:4 spotkaniu przeciwko SC Beira-Mar. Ostatecznie dla UD Oliveirense Portugalczyk rozegrał 55 meczów, strzelając 4 gole.

### FC Penafiel
Meneses przeniósł się do FC Penafiel 1 lipca 2015. Zadebiutował on dla tego zespołu 2 sierpnia 2015 w wygranym 2:0 spotkaniu przeciwko SC Olhanense. Pierwszego gola piłkarz ten strzelił 13 grudnia 2015 w meczu z Clube Oriental de Lisboa (wyg. 0:1). Łącznie w barwach FC Penafiel Portugalczyk wystąpił 23 razy, zdobywając dwie bramki.

### Ararat-Armenia Erywań
Meneses trafił do Ararat-Armenia Erywań 1 lipca 2019. Debiut dla tego klubu zaliczył on 9 lipca 2019 w meczu eliminacji do Ligi Mistrzów z AIK Fotboll (wyg. 2:1). Premierową bramkę zawodnik ten zdobył 10 listopada 2019 w wygranym 7:2 spotkaniu przeciwko Jerewan FA. Ostatecznie dla Ararat-Armenia Erywań Portugalczyk rozegrał 53 mecze, strzelając 2 gole.

## Kariera reprezentacyjna

### Portugalia U-20
Menes rozegrał w barwach reprezentacji Portugalii U-20 3 mecze, strzelając jednego gola.

## Sukcesy
Sukcesy w karierze klubowej:
- Barcragujn chumb – 1x, z Ararat-Armenia Erywań, sezon 2019/2020
- Puchar Armenii – 1x, z Ararat-Armenia Erywań, sezon 2019/2020
- ,  Superpuchar Armenii – 1x, z Ararat-Armenia Erywań, sezon 2019/2020 (wygrana), sezon 2020/2021 (drugie miejsce)
- Liga Portugal 2 – 1x, z FC Famalicão, sezon 2018/2019